# Maxime Ben Haïm
 (novembre 2023).
Maxime Ben Haïm, né en 1941 à Meknès (Maroc), est un peintre marocain, qui vit et travaille à Montréal. Il est considéré comme un « peintre de l'exil ; le souvenir du Maroc est une de ses principales sources d'inspiration.

## Biographie

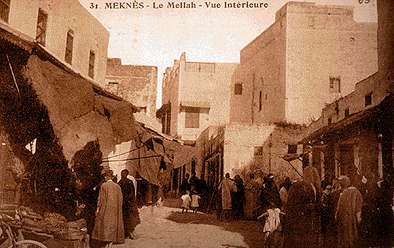
Ancien mellah de Meknès, première moitié du XXe siècle (carte postale)

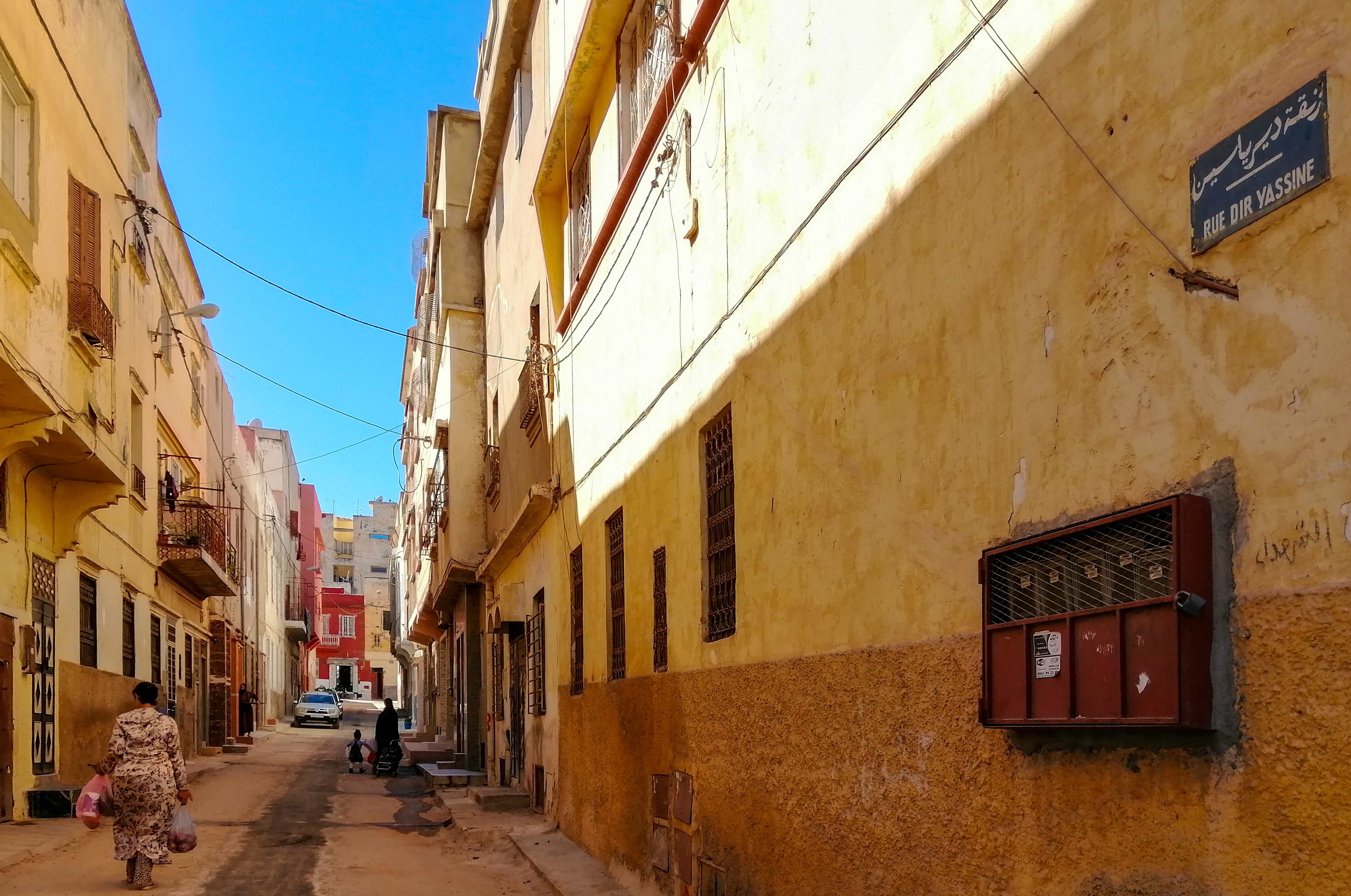
Nouveau Mellah de Meknès

Maxime Ben Haïm, né dans une famille juive marocaine, a vécu à Meknès jusqu'à l'âge de dix-neuf ans. Il obtient une bourse qui lui permet d'entreprendre des études à Paris à l'Ecole Supérieure d'Arts Graphiques et de Publicité. De retour au Maroc il ouvre un studio à Casablanca et travaille comme publicitaire pour des clients comme le Royal Air Maroc, ou l'Office national du tourisme.
Après la guerre de 1967, c'était « un peu inconfortable pour nous là-bas », explique-t-il, « pas vraiment effrayant, mais nous avons pensé qu'il était peut-être temps de bouger, c'était notre perception ». Il émigre à Paris où il participe à des expositions avec d'autres peintres marocains.
En 1979 il s'établit à Montréal où il fonde un studio de graphisme (édition et illustration) mais avec le temps la peinture prend le pas sur ses autres activités.

## Peinture

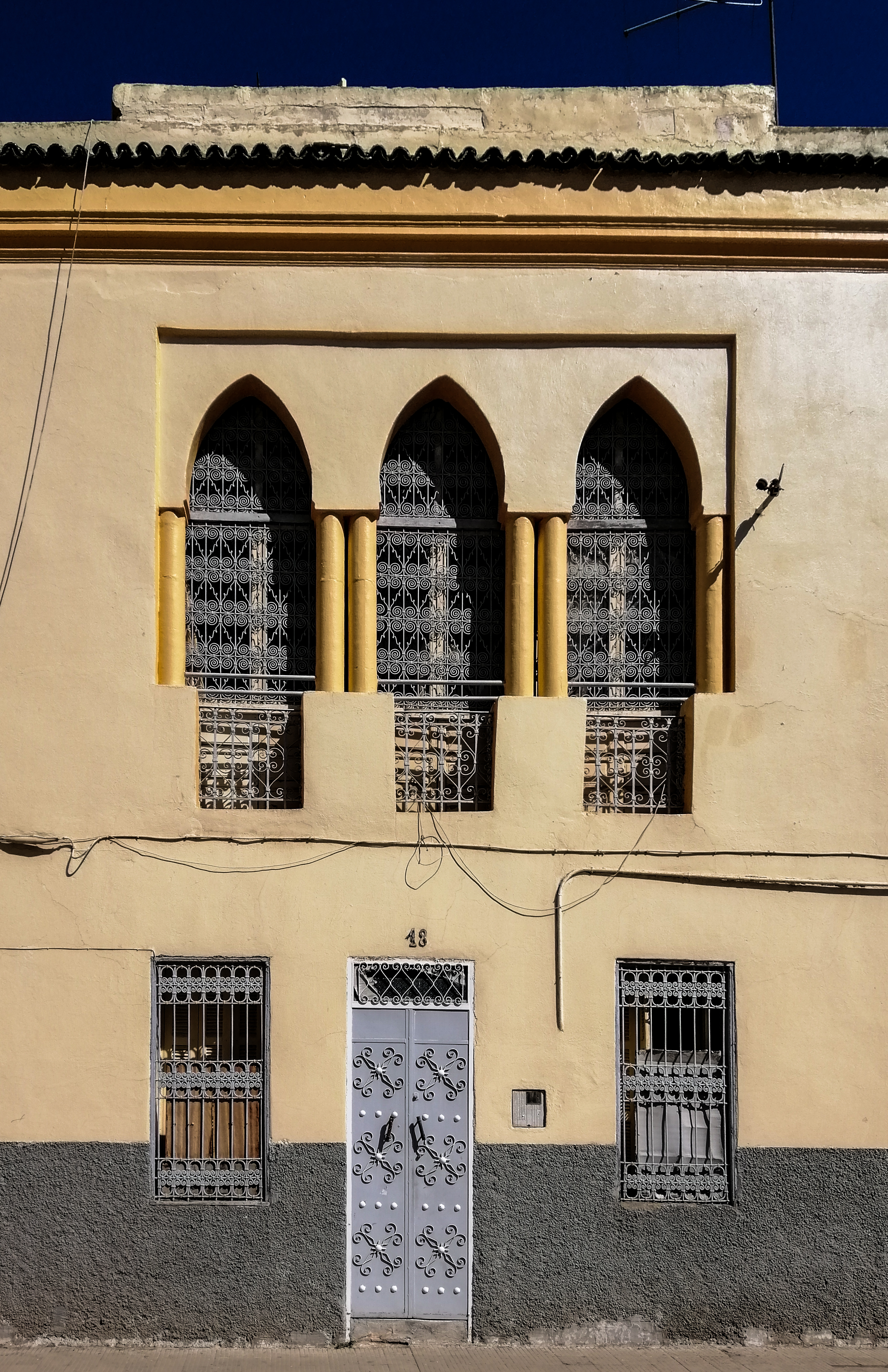
Façade d'une maison dans le nouveau Mellah de Meknès

Il revendique l'influence de l'Ecole de Paris, et notamment de maîtres tels que Pierre Bonnard, Picasso et Matisse.
Ses tableaux ont une dimension narrative même lorsqu'ils représentent des bâtiments ou l'image d'un individu ; Mohamed Boutada précise cependant que l'oeuvre de Maxime Benhaïm rejette le folklore et l'anecdote pour composer une peinture poétique dans laquelle une chaise désertée, des ruelles solitaires sont l'occasion d'une résurrection de la mémoire. Selon Serge Ouaknine, M. Ben Haïm est « un illustrateur, certes, mais de notre âme endeuillée de ces femmes lointaines qui sont notre première mémoire et le souvenir imaginé de l'amour ».
Maxime Ben Haïm a recours surtout à la peinture à l'huile, qu'il associe à d'autres techniques ; il pratique ainsi des mélanges d'acrylique, de peinture à l'huile et de crayon.
Le mellah, quartier juif marocain, est un des lieux récurrents dans ses tableaux, ; on le retrouve par exemple dans ses tableaux intitulés « Mellah onirique », « Mellah forteresse », « Maison, porte et fenêtre »  etc..

## Expositions[4]
- 1964 : Deux mille ans d'art au Maroc Galerie Carpentier à Paris
- 1965 : Rencontres internationales Rabat et Marrakech
- 1966 : Festival d'Art nègre Dakar Sénégal
- 1967 : Exposition Universelle  Montréal
- 1968 : Biennale de Paris à Paris
- 1969 : Hommage à Cherkaoui  Casablanca Maroc
- 1978 : Regards sur la peinture à la Maison du Maroc à Paris
- 1978 : Cinq peintres sépharades Saidye  Bronfman  Montréal
- 1984 : Quinzaine sépharade  Saidye Bronfman  Montréal
- 1988 : Festival sépharade  Saidye Bronfman  Montréal
- 1990 : Galerie Sylverstone  Montréal
- 1991 : Femmes et lieux de mémoire Galerie Stavit  Paris
- 1992 : Exposition 92 Saidye Bronfman Montréal
- 1992 : Mythologie de la mémoire  Maison de la culture Mercier Montréal
- 1994 : Le nu dans l'atelier  Galerie Pink Montréal
- 1995 : Maroc, Galerie Nadar à Casablanca et Arcanes à Rabat Maroc
- 1996 : La peinture marocaine dans les collections françaises à Paris
- 1997 : Maroc, la mémoire illustrée au Centre Boulogne Billancourt  Paris
- 1998 : Peintres du Maroc Arts en Cambrésis. France
- 1999 : La mémoire de Salomon au Musée du Judaïsme Marocain  Casablanca.
- 2000 : Etudes Paranoïaques Galerie Naturellement Paris
- 2004 : Quinzaine sépharade  Centre Saidye Bronfman  Montréal
- 2006 : Figures de l'abstraction au Maroc  B.I.E. Paris
- 2006 : Glob'Art Villa des Arts à Rabat  Maroc